# Відеоспостереження

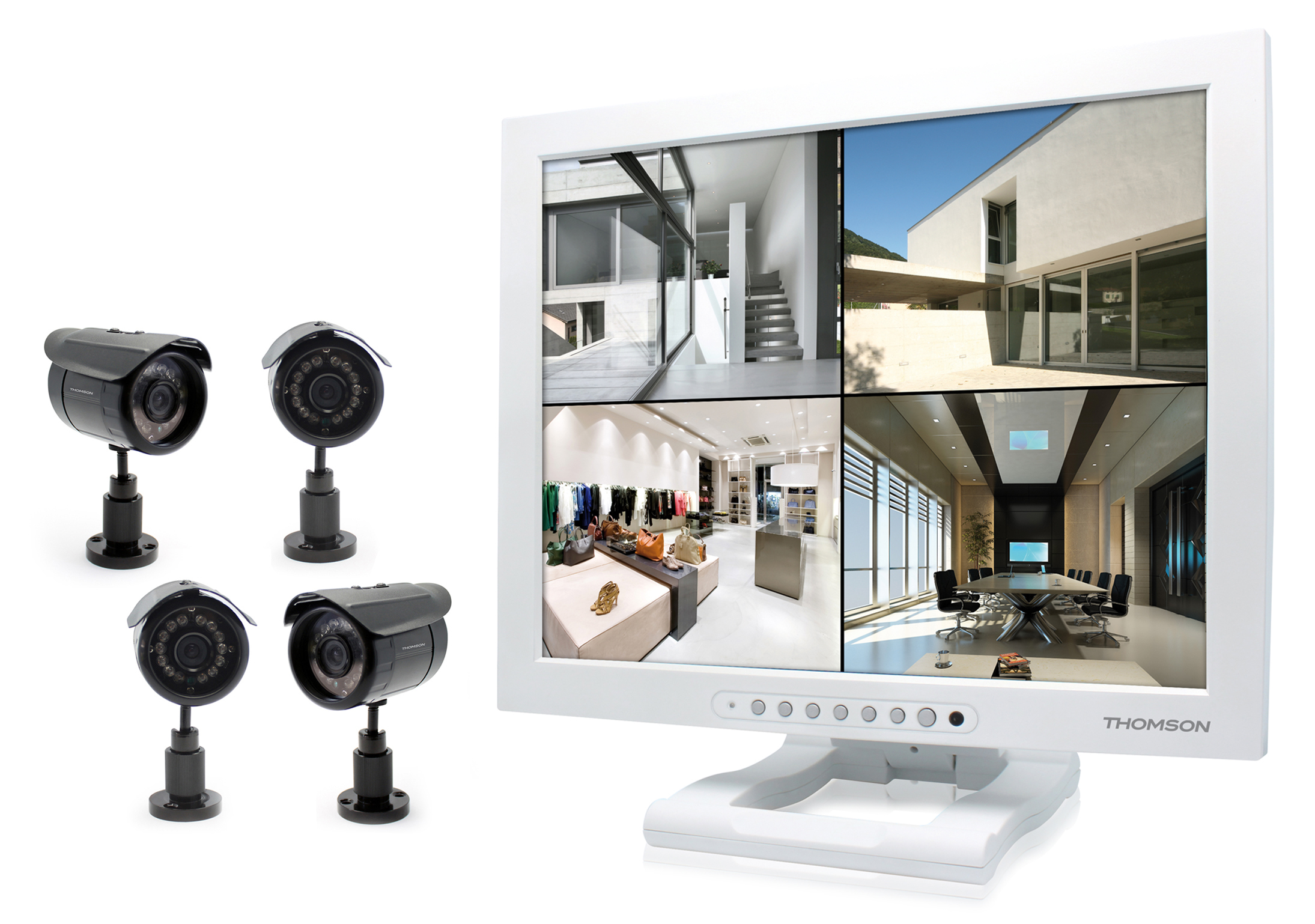
Основні компоненти відеоспостереження: відеокамери та пристрій виведення відеосигналу

Відеоспостере́ження (англ. Video surveillance) — система передавання інформації з відеокамер, телевізійних камер на обмежену кількість моніторів та/або записувальних пристроїв.
Відмінність систем відеоспостереження від телевізійного мовлення полягає у тому, що сигнал не передається у відкритому режимі. Системи відеоспостереження часто використовуються для спостереження у місцях, які потребують постійного нагляду, таких як банки, банкомати, казино, вокзали, аеропорти, військові об'єкти та звичайні крамниці тощо.
На промислових об'єктах камери спостереження можуть використовуватись для централізованого стеження за виробничим процесом, або, у разі наявності середовища, небезпечного для людини . Системи відеоспостереження можуть знімати безперервно, або вмикатись лише за заданою подією. Досконаліші системи стеження, з використанням відеореєстраторів, дозволяють створювати записи, які зберігатимуться роками, з різною якістю та з додатковими можливостями (такими як виявлення рухів та оповіщення через електронну пошту).
Відеоспостереження за громадськими місцями, особливо поширене у Великій Британії, де оцінна кількість камер до населення, найбільша серед країн світу. Використання відеоспостереження підсилило дебати про баланс між захистом приватності та безпекою.
Водночас, системи відеоспостереження поділяються на дротові та бездротові.

## Історія

### Винахід відеосигналу

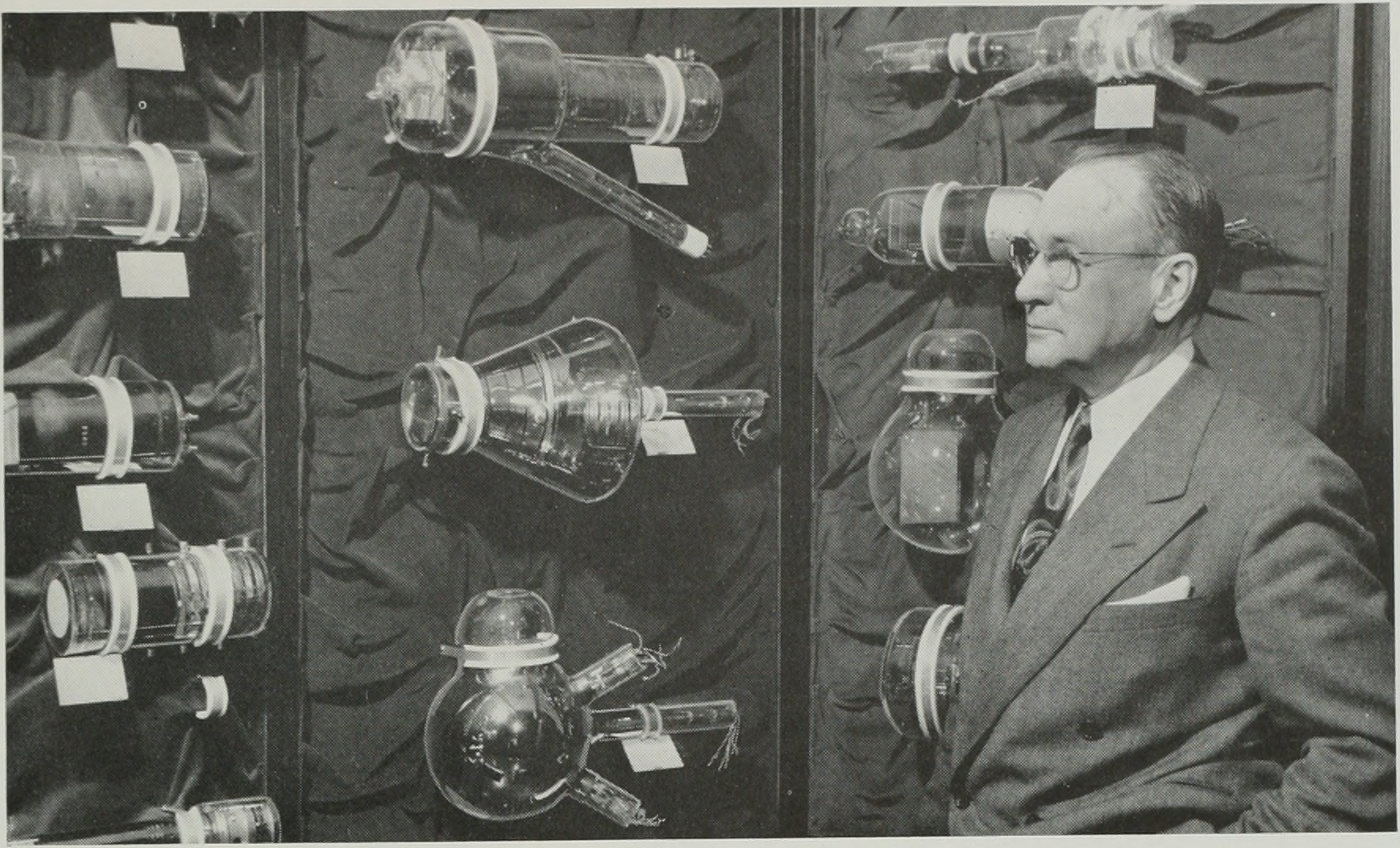
Володимир Зворикін

Відео, як таке та, взагалі, поєднання декількох сталих зображень на послідовність кадрів — винахід сучасний, початку XX століття. У 1907 році було подану першу у світі заявку на патент у сфері відео, а саме «Спосіб електричної передачі зображення». А 1911 року фізик Борис Розінг в своїй лабораторії прийняв зображення найпростіших фігур сконструйованою ним, електронно-променевою трубкою (кінескопом). Однак, найважливішим винаходом, який допоміг перейти від механічного телебачення до електронного, став іконоскоп, який було винайдено 1931 року інженером Володимиром Зворикіним, коли він керував лабораторією електроніки Radio Corporation of America в еміграції у Сполучені Штати Америки.

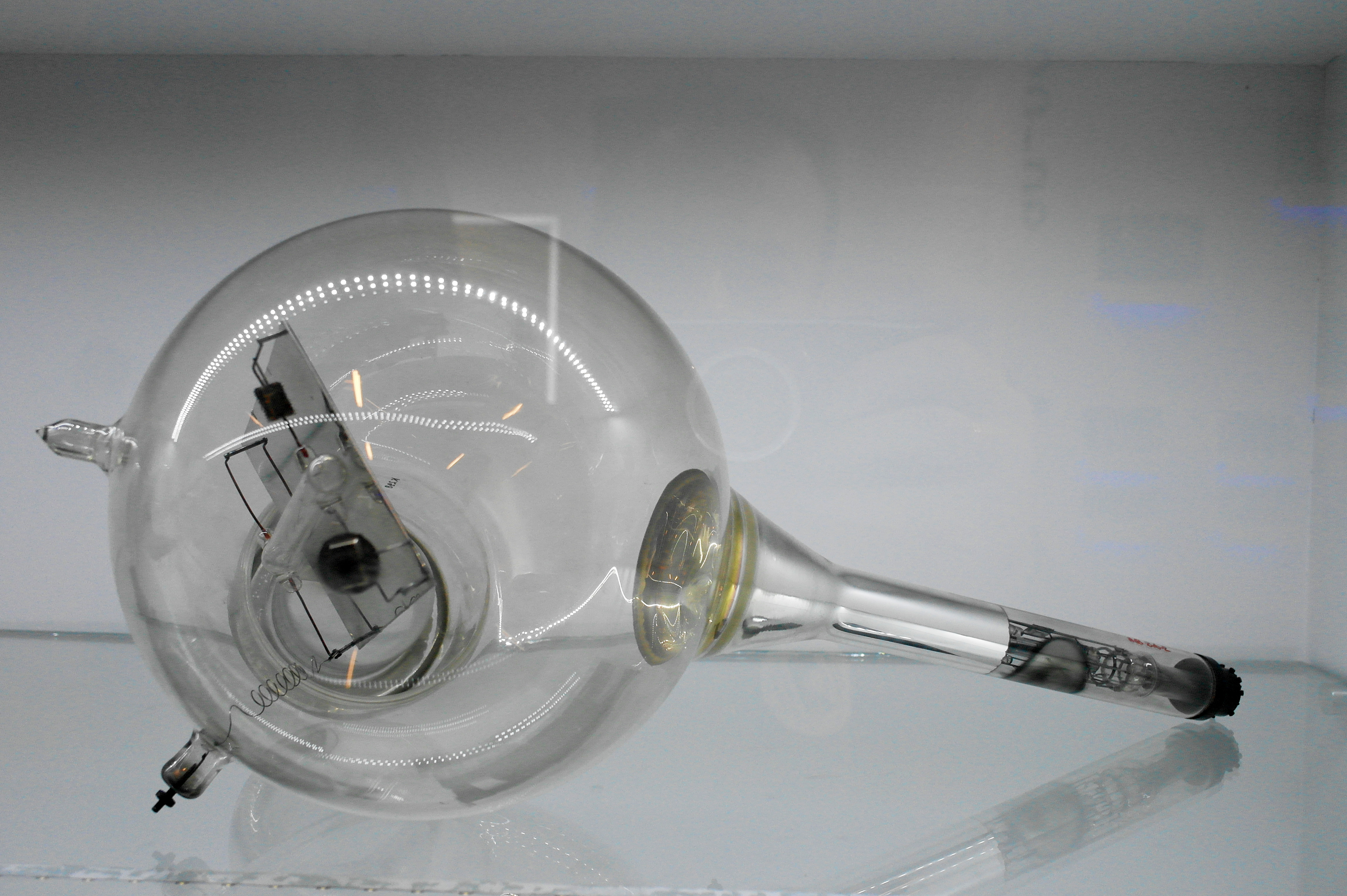
Іконоскоп Зворикіна

1932 року, за допомогою іконоскопа з передавача потужністю 2,5 кВт, встановленого на хмарочосі Empire State Building, почалися перші пробні передачі електронного телебачення. Іконоскоп Зворикіна складався з вакуумної скляної колби, усередині якої закріплені світлочутлива мішень, на яку об'єктивом проектується зображення, і електронна гармата, розміщена збоку або знизу від об'єктива. Зображення в іконоскопі потрапляє на пластину з мозаїкою фотоелементів, ізольованих один від одного. В ті часи, цю мозаїку створювали зі слюди з фоточутливим шаром цезію. Володимир Кузьмович під час досліджень удосконалив метод. Тонку срібну плівку, під його керівництвом обпекли на слюді, щоб вона згорнулася в безліч дрібних крапель. В пластині іконоскопа (6х10 см) використовується 1 200 000 таких крапель. Кожна крапля є своєріднийм фотоелементом. При освітленні мішені, під дією фотоефекту краплі срібла набувають позитивний заряд, пропорційний освітленості.
Зворикін, окрім наукових досліджень для бізнесу, також намагався розвивати власний військовий проект, так звану «повітряну торпеду з електронним оком», тобто керовану зброю. Для демонстрації концепції, він у 1937 році поставив великий іконоскоп на літак і пустив його літати навколо статуї Свободи. Експеримент, загалом, видався вдалим і вдалося зняти відео статуї Свободи згори, але проект, у підсумку, був визнаний провальним — відеосигнал легко глушився противником, зате попутно Повітряні та Військово-морські сили США отримали кілька систем телевізійної розвідки.

### Аналогове відеоспостереження

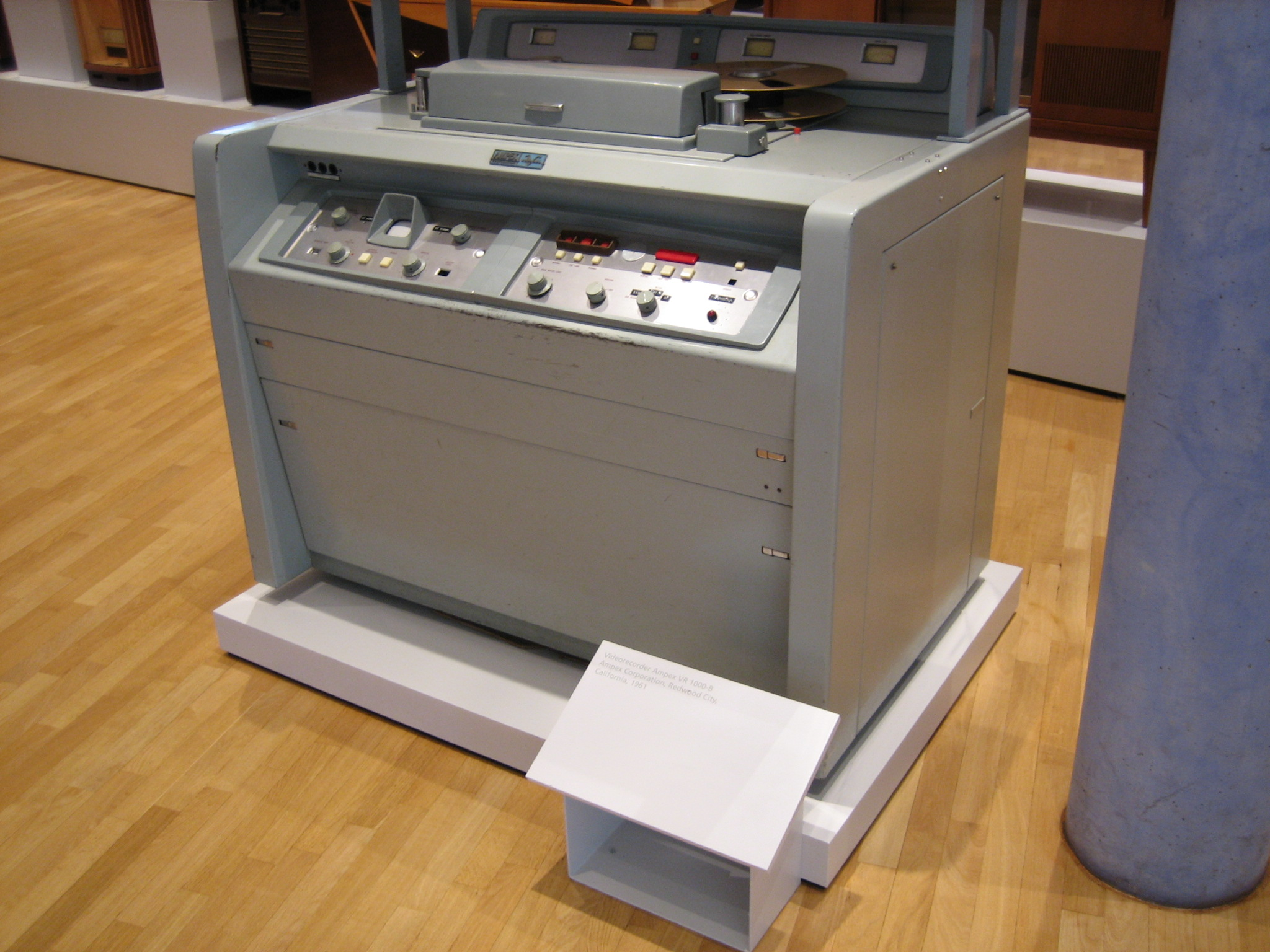
Перший пристрій для запису відеосигналу — магнітафон «Ampex VR 1000B»

Винахід відеосигналу та передачі «живого відео» виявився дуже актуальним на початок XX століття і швидко розвивався. Перше використання технології, яку започаткував Володимир Зворикін у системах відеоспостереження, відбулося 1941 року. Загалом, системи відеоспостереження у XX столітті мали структуру із замкнутим контуром (англ. Closed Circuit Television — CCTV), тобто структуру, яка має чітко визначені межі приймання-передавання відеосигналу. Перший, хто встановив таку CCTV-систему був німецький електротехнік Вальтер Брух. Тоді у Третьому Рейху проводилися випробування ракети «Фау-2» на полігоні Пенемюнде.

Причиною побудови такої системи були часті аварії при пуску ракет, що завдавало значні збитки та всілякі незручності науковцям. Всього система відеоспостереження на полігоні, складала дві камери, що наглядали за пуском ракет на безпечній відстані у 2,5 км. Дані відеоспостереження про несправності допомагали ракетобудівникам, але не вистачало можливості записувати спостереження. Передавання зображення відбувалося у дійсному часі й оператор системи мав сидіти перед монітором увесь час.

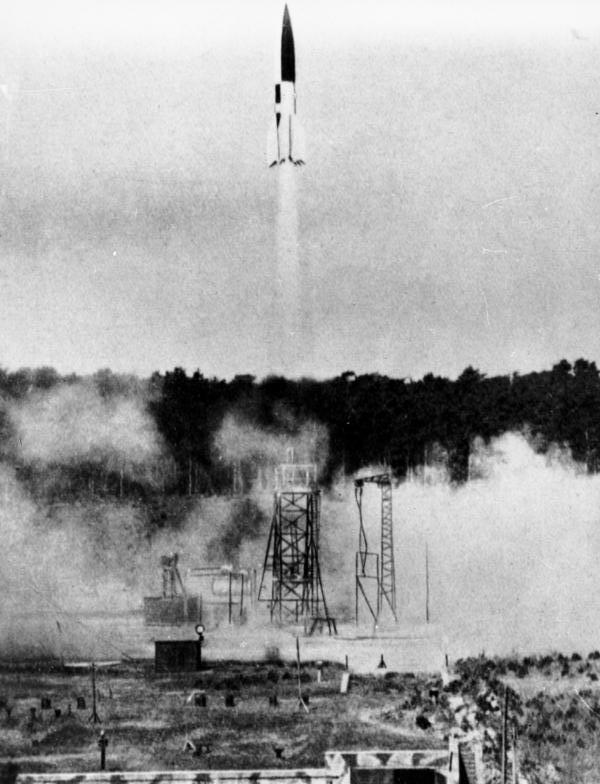
Пуск ракети «Фау-2» на полігоні Пенемюнде влітку 1943 року

Перший відеомагнітофон «VR 1000B» було створено у компанії Ampex, яку заснував інженер Олександр Понятов. У 1951 році з'явилися перші пристрої VideoTape Recorder (VTR), що записували зображення на магнітну стрічку. Розміром вони були з письмовий стіл, а коштували «як чавунний міст». Перший відеомагнітофон, створений 1956 року, був здатний повноцінно проводити запис звуку і зображення на магнітну стрічку за допомогою магнітних голівок, але його вартість досягала 50 тисяч доларів США. Вже за півроку, цей пристрій став використовуватися у всіх провідних телестудіях США.
З кінця 1950-х років, камери відеоспостереження стали встановлювати на дорогах, в людних місцях та на критично важливих об'єктах. 1960 року, поліція Лондону встановила дві камери на Трафальгар-сквер. Це було зумовлено офіційним візитом тайської королівської сім'ї. Після візиту камери було знято через їх велику вартість. До кінця десятиліття було винайдено дистанційно керовані поворотні механізми для камер, що дозволило ставити одну камеру там, де раніше було потрібно кілька. Однак, основною проблемою систем відеоспостереження була потреба у використанні безлічі моніторів для передавання відеосигналу. На кожен монітор можна було вивести тільки одну камеру системи відеоспостереження. Операторам доводилося постійно пробігати очима по усій кількості моніторів, що призводило до розсіювання уваги оператора. Перший пристрій, що забезпечує можливістю телефонного відеозв'язку, було представлено лише 20 квітня 1964 року.

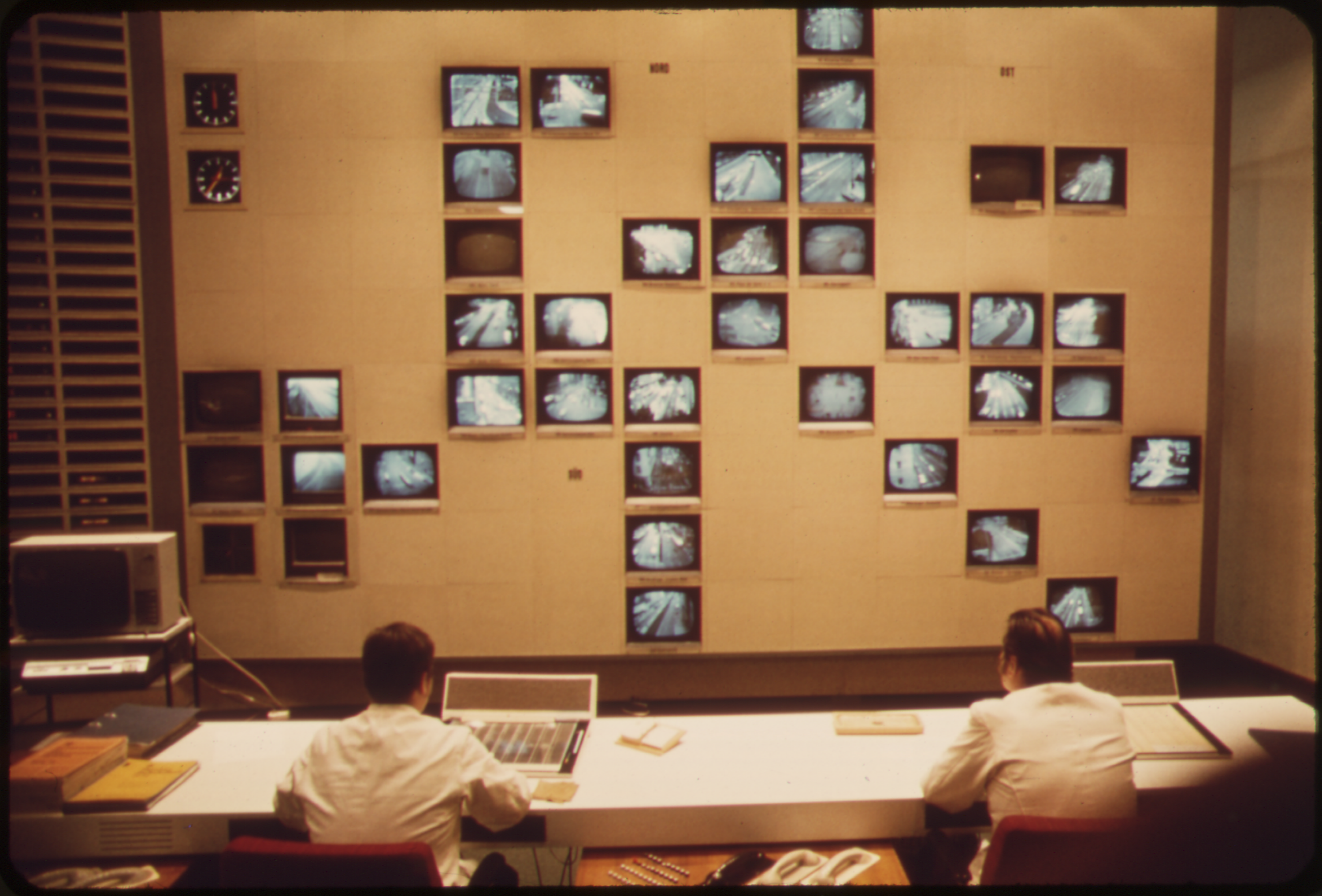
Моніторинговий центр CCTV-системи поліції Мюнхену, 1973 рік

1969 було видано патент на домашню систему безпеки (нині — відеодомофон), що дозволяв бачити на екрані телевізора, тих хто знаходиться за дверима, і дистанційно відмикати замок. Нова епоха відеоспостереження почалася з винаходом на початку 1970-х років, побутових відеомагнітофонів. Відеозапис став доступним, як приватним особам, так і малому й середньому бізнесу. Це призвело до потужного розвитку систем відеоспостереження — камери почали з'являтися майже всюди: у будинках, крамницях, банках, навчальних закладах, просто на вулицях і проїжджих частинах міст. Свідку не треба було в суді пред'являти доказову базу з очевидців, достатньо долучити до судової справи VHS- касету з записом неправомірної пригоди, для обвинувачення підсудного у справі, злочинця. Згодом з'явилися мультиплексори, що дозволяли показувати зображення з декількох камер на одному моніторі та записувати його на одну касету.
У 1980-х роках, відбулася значна зміна конструкції найголовнішого елементу будь-якої системі відеоспостереження — відеокамер. Застосування електронно-променевої трубки було змінено на прилади із зарядовим зв'язком (англ. Charge-coupled device, CCD). Роздільна здатність світлочутливих матриць перших CCD-камер була вкрай низькою, однак вони були меншими та в рази світлочутливішими за старі камери.

### Цифрове відеоспостерження
Черговий якісний стрибок у відеоспостереженні, трапився у 1990-ті роки, коли з'явилися цифрові системи на заміну аналоговим. Відеореєстратори, оснащені твердими дисками, які мали змогу записувати зображення по колу (безперервно, тобто коли закінчується місце на диску — відеозображення записується спочатку). А також з'явилися перші детектори відеоаналітики — запис з відеокамер відбувався з початком руху у кадрі. Відеоспостереження у 1990-ті роки охопило банкомати, на ринок було випущено першу «відео-няню», а також з'явилася нова частина будь-якого сучасного комп'ютера — вебкамера.
З початком 2000-х років, CCTV-системи перестали бути актуальними. Їх замкненість у межах об'єкта, стала обмеженням у функціональності, не зважаючи на важливість у сфері безпеки. На зміну CCTV, прийшло нове покоління систем відеоспостереження — мережеві системи (або ip-відеоспостерження). Ip-камери можуть передавати зображення, як через локальну мережу, так і через інтернет, а пристрій запису може бути розташований де завгодно. Одночасно з цим у 2000-ні, почалася активна розробка систем відеоаналітики, які здатні розпізнавати об'єкти та події у кадрі, на основі зміни послідовних кадрів, які система отримує з однієї або декількох відеокамер. Завдяки цьому, спостереження й аналіз відеозапису спростився та прискорився у багато разів.
Останній великий розвиток відеоспостереження, відбувся під час розробки так званого, «хмарного відеоспостереження» на базі SaaS — VSaaS, тобто електронного виду комерції у галузі відоспостереження. Продукт дозволяє кінцевому клієнту відмовитися від пристроїв відеозапису та відеоаналітики, а розкодування сигналу, запис, зберігання та дослідження зображення, виконуються на серверах компанії-постачальника послуги.

## Технологія

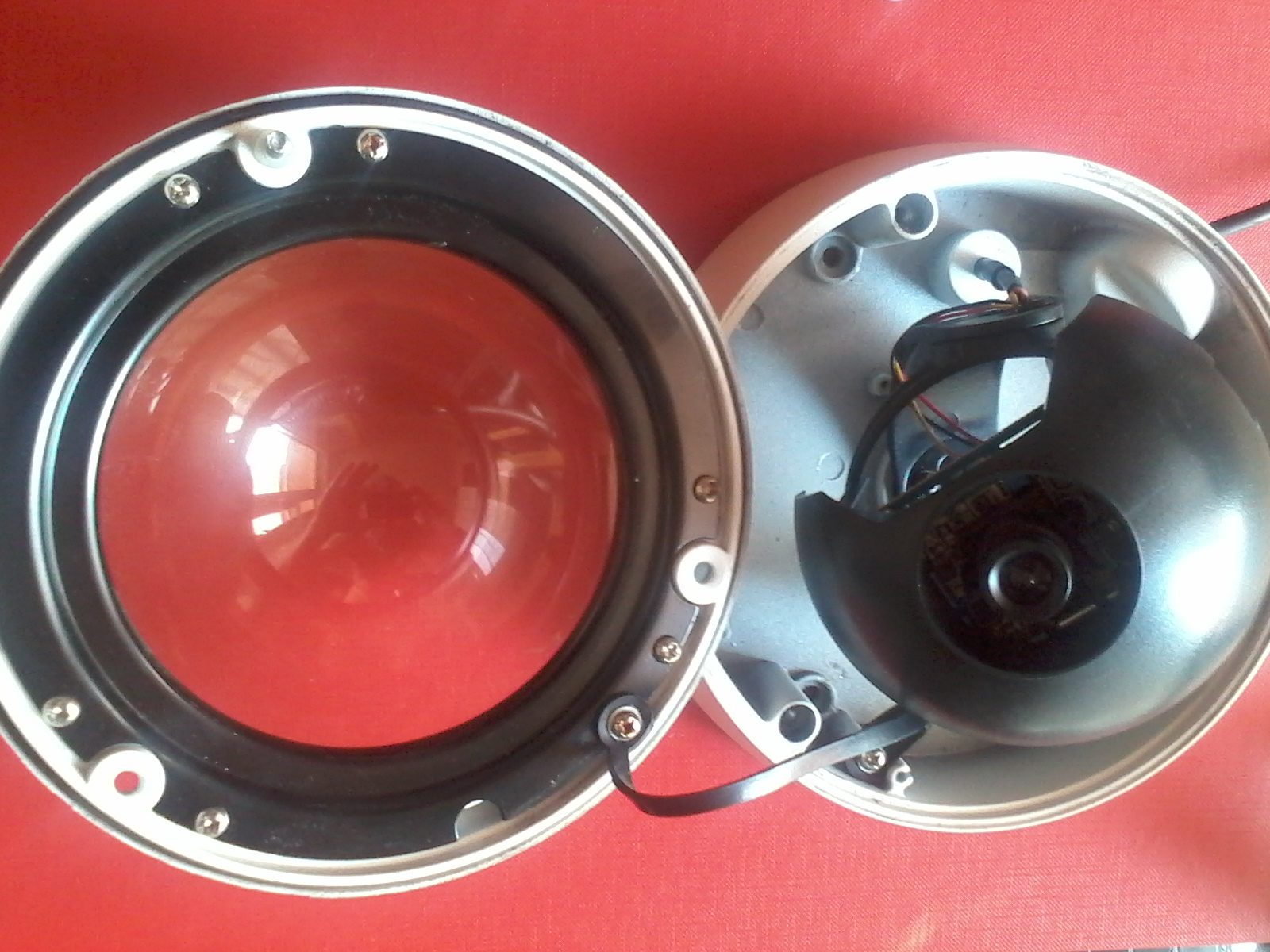
Аналогова відеокамера купольного типу

Система відеоспостереження може бути як з простою структурою, яка складається лише з однієї камери, зображення з якої, передається у прямому ефірі на один монітор, а також у вигляді складної системи з декількома камерами і різними системами для зберігання й вивчення зображення або відео — матеріалу. Система може контролюватися персоналом оператора або постачальника послуг, чи працювати після установки, у повністю автоматичному режимі. У цілком автоматизованих системах, в яких, наприклад, живе зображення не враховується, шляхом відбору проб, можуть проводитися функціональні перевірки та доступні зображення, лише за потреби.
Спочатку власне, аналогові системи передавання, було побудовано з використанням: коаксіального кабелю, дротом за технологією крученої пари або волоконно-оптичної системи.
Протягом декількох останніх років, початку XXI століття, відбувається перехід у напрямку цифрових систем відеоспостереження. Вони доступні у декількох варіантах. По-перше, аналогові камери приєднано до комп'ютера, який оцифровує сигнал відповідною картою, що уможливлює проходження мережею, аналогових сигналів. Такі гібридні системи є, в основному там, де аналогові камери вже наявні, і потрібні великі зусилля на заміну кабельної розводки. По-друге, є винятково цифрові версії. Вони використовують лише IP-камери, відеозображення з яких, передаються приватною або публічною мережею IP до центральної станції відеоспостереження задля перегляду і/або запису. Передавання відео, здійснюється винятково комерційними ІТ-системами (маршрутизатори, комутатори та інше). Головним завданням у цьому разі, є надійне та безпечне передавання інформації. Цифрові технології, мають як переваги (якість зображення), так і новий набір проблем (пам'ять і вимоги до пропускної здатності, а також різноманітність форматів та методів стиснення відео).
Цифрові системи відеоспостереження, дозволяють оператору дуже гнучко вибирати, за яких обставин і в якій формі (зображення низької або високої роздільної здатності, відео зі звуком) здійснюється запис. Камери, навіть, можна використати як давачі руху, тобто розпочати запис після відстеження події на певній ділянці. Це дозволяє зменшити вимоги до обсягу пам'яті та часу. Головне завдання на даному відрізку, уникнути помилкових спрацювань від руху комах, пташиного польоту або, навіть, змін умов освітлення. Інтеграція інших джерел сигналів, наприклад, систем охоронної сигналізації, також можлива.
Сонячне або штучне світло, що падає крізь вікно або двері, може значно погіршити зображення камери. Програмне забезпечення у камерах або системі запису, може протидіяти цій проблемі обмеженням балансу білого й індивідуального налаштування експозиції.
Завдяки різним можливостям збору, обробки та запису сигналу, станом на початок 2010 років, не існує технологічного стандарту для систем відеоспостереження. Залежно від застосування і розташування, треба лише враховувати правові норми конкретної країни та дотримуватися їх під час вибору й установки.